# Bohuslav Bugan
Bohuslav Bugan (* 28. srpna 1957) je bývalý slovenský fotbalista, útočník. Po skončení aktivní kariéry působil na regionální úrovni jako trenér.

## Fotbalová kariéra
V československé lize hrál za VSS Košice. Nastoupil v 8 ligových utkních, gól v lize nedal.

## Ligová bilance
| Ročník                                   | Zápasy | Góly | Klub       |
| ---------------------------------------- | ------ | ---- | ---------- |
| 1. československá fotbalová liga 1976/77 | 8      | 0    | VSS Košice |
| CELKEM                                   | 8      | 0    |            |